# Dellå kvarn
Dellå kvarn, eller Dellåkvarn, var en gammal kvarn vid Delångersån, ibland även kallad "Dellån", utanför Iggesund, i Hälsingland. Rester av kvarnen ligger kvar invid gamla E4:an mellan Iggesund och Hudiksvall, vid den så kallade "Dellåkvarnskurvan". 
Platsen är även känd för "Morden i Dellåkvarn" (4 maj 1897), ett tragiskt och blodigt sprängdåd med dynamit.